# 川西婆婆纳
川西婆婆纳（学名：Veronica sutchuenensis）为車前草科婆婆纳属下的一个种。

## 扩展阅读
- 維基物種上的相關：川西婆婆纳